# Bet Kama
Bet Kama (hebräisch בֵּית קָמָה Bejt Qamah, deutsch ‚Haus des aufrechtstehenden [erntereifen Getreides]‘) ist ein Kibbuz im nördlichen Negev, sowie im Südbezirk von Israel. Er fällt unter die Zuständigkeit der Regionalverwaltung B’nei Schimon. Bet Kama hatte 2018 1396 Einwohner.

## Geschichte
Der Kibbuz wurde am 18. April 1949 gegründet und hieß ursprünglich Safiach (hebräisch סָפִיחַ). Der jetzige Name entstammt der Bibel: Jesaja 17,5 . Die Gründer von Bet Kama waren Einwanderer aus Ungarn, die der Bewegung HaSchomer HaZaʿir angehörten.